# Loudon (CDP)
Loudon CDP ist ein Census-designated place (CDP) in der Town of Loudon im Merrimack County im US-Bundesstaat New Hampshire. Die Volkszählung von 2020 erfasste 711 Einwohner. Der CDP wurde im Jahr 2010 erstmals vom Census definiert. Er umfasst den Kernort der Town of Loudon.

## Lage
Der Ort liegt bei den Koordinaten 43° 16' 54.59" Nord und 71° 27' 54.29" West auf einer Höhe von 118 Metern über dem Meeresspiegel am Soucook River. Die 437 km² große Fläche des Gebietes beinhaltet laut Census keine Wasserfläche. Im Ort kreuzen sich die New Hampshire Routes NH-106 und NH-129.